# Кашина Маргерита (Верчели)
Кашина Маргерита је насеље у Италији у округу Верчели, региону Пијемонт.
Према процени из 2011. у насељу је живело 13 становника. Насеље се налази на надморској висини од 229 м.